# Beryl Nashar

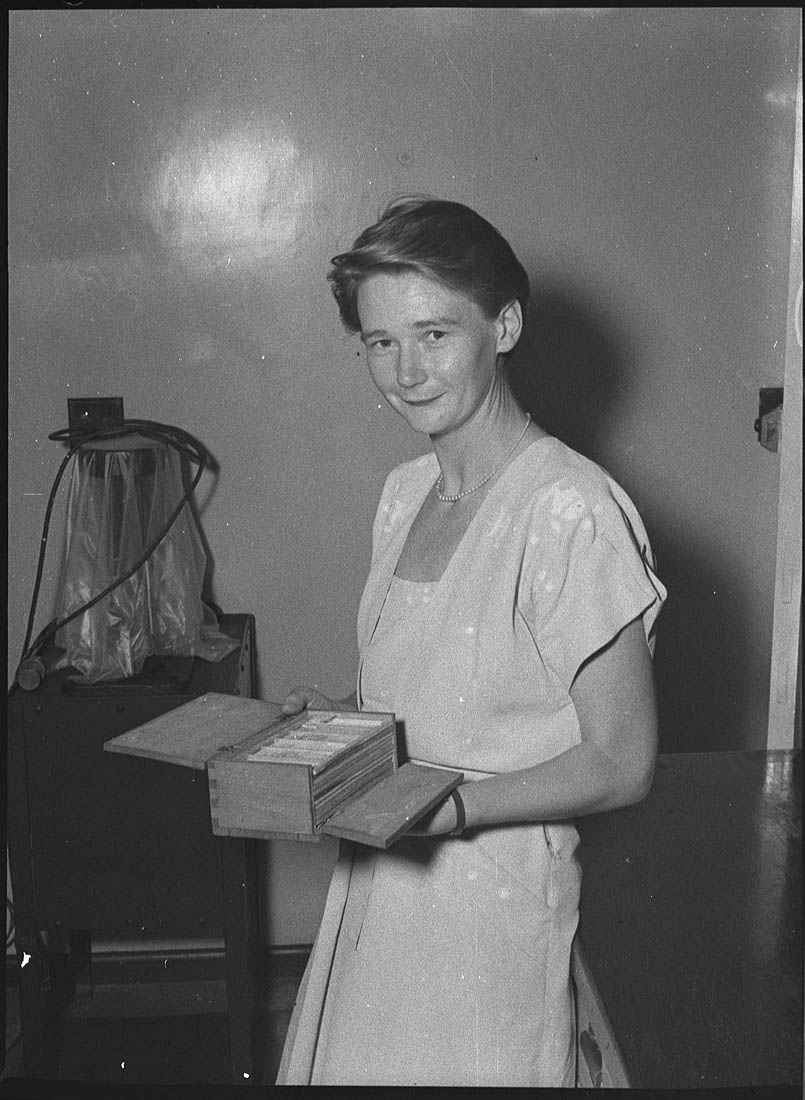
Beryl Nashar, 1955

Beryl Scott Nashar AO, OBE (* 9. Juli 1923 in Maryville, New South Wales; † 5. Mai 2012 in Newcastle, New South Wales) war eine australische Geologin und Hochschullehrerin. Sie war die erste Australierin, die ein Stipendium der Rotary Foundation erhielt und an einer australischen Universität in Geologie promovierte. Sie war eine der ersten Professorinnen und die erste Dekanin für Naturwissenschaften an einer australischen Universität.

## Leben
Nashar war das älteste von vier Kindern und besuchte die Newcastle Girls High School. Mit einem Schulabschluss als Landesbeste in Geologie studierte sie an der University of Sydney. 1947 erwarb sie dort ihren Bachelor of Science-Abschluss und gewann die Universitätsmedaille und erhielt ein Forschungsstipendium. Ihre Abschlussarbeit befasste sich mit der Geologie der Stanhope-Region im Hunter Valley in der Nähe von Newcastle. 1948 erlangte sie ein Pädagogikdiplom. Nach einem Tag als Lehrerin an der Hunter Girls High School wurde ihr eine Stelle an der University of Tasmania angeboten. 1949 bekam sie als erste Frau ein Stipendium der Rotary Foundation und studierte 12 Monate an der University of Cambridge in der Abteilung für Mineralogie und Petrologie. Dort lernte sie den Ägypter Ali El-Nashar kennen, den sie 1952 in Kairo heiratete und mit dem sie 1953 einen Sohn in Australien bekam. 1954 kehrte sie nach Ägypten zurück. Da ihr Ehemann in den Libanon berufen wurde, kehrte sie Anfang 1954 nach Australien zurück, während ihr Mann bis zu seinem Tod 1980 Australien nur besuchte.

## Hochschullehrerin in Australien
Nashar kehrte von Cambridge an die University of Tasmania zurück, um bei Sam Carey zu studieren, und promovierte 1952 als erste Frau an einer australischen Universität in Geologie. Sie wurde 1955 als Dozentin für Geologie an das damalige Newcastle University College, ein College der New South Wales University of Technology, berufen. Sie wurde Senior Lecturer, Associate Professor und als 1965 die University of Newcastle gegründet wurde, wurde sie Gründungsprofessorin für Geologie. Vier Jahre später wurde sie Dekanin der naturwissenschaftlichen Fakultät, die erste weibliche Dekanin für Naturwissenschaften an einer australischen Universität. Nach ihrer Pensionierung 1980 wurde sie zur emeritierten Professorin an der University of Newcastle ernannt.
Ihre frühen Forschungsarbeiten befassten sich mit der Geologie des Stanhope-Distrikts im Hunter Valley. Später erweiterte sie ihre Forschung um die Mineralogie, Geochemie und genetischen Beziehungen der andesitischen Assoziationen des Karbons und Perms im Osten von New South Wales sowie die Bedingungen für die Bildung von Sekundärmineralien in diesen andesitischen und basischen Gesteinen einzubeziehen.
Nashar veröffentlichte vier Bücher und 30 Forschungsartikel. Sie war 16 Jahre lang Mitglied des Vorstands des Royal Newcastle Hospital sowie der medizinischen Fakultät und der Greater Newcastle Building Society. Sie war 1964 Präsidentin der Australian Federation of Business and Professional Women und 1974 Präsidentin der International Federation of Business and Professional Women. 1968 wurde ein Porträt von ihr beim Archibald Prize eingereicht.
Nashar starb 2012 im Alter von 88 Jahren.
Die Geological Society of Australia vergibt ihr zu Ehren den Beryl Nashar Award und 2013 richtete ihr Sohn Tarek Nashar an der University of Newcastle den Beryl Nashar Young Researcher Award ihr zu Ehren ein.

## Auszeichnungen (Auswahl)
- 1972: Officer of the Order of the British Empire
- 1975: Frau des Jahres, UN-Vereinigung in Sydney
- 1988: Ehrendoktorwürde der University of Newcastle[10]
- 1994: Jean-Arnot-Preis, Australian Federation of Business and Professional Women
- 1994: Distinguished Service Medal, Australisches Rotes Kreuz
- 1999: Scholar Alumni Service Award der Rotary Foundations
- 2001: Commonwealth Recognition Award
- 2002: Officer des Order of Australia